# 수도 목록
수도 목록을 포함한 문서 색인 목록이다.
- 수도 이름순 수도 목록
- 나라 이름순 수도 목록
- 과거의 수도 목록(영어판)

| Disambiguation icon | 이 문서는 명칭이 같고 같은 종류에 속하는 여러 대상을 연결하는 색인 문서입니다. |